# Љубомир Александровић
Љубомир Александровић (* 15. јун 1828. српски Св. Мартин (Српски Семартон) Банат– 15. – 27. децембар 1887. Будимпешта ) је био српски сликар иконописац и портретиста.

## Живот и дело
Родио се 1828. године у Српском Семартону, у данашњој Румунији. Љубомир је 1846. године боравио у Араду. Записан је тада као пренумерант једне књиге, потписујући се као "ученик молераја". Учио се он ту у радионици, код Николе Алексића потписаног "Портремалер"-а.
Затим је прешао у Темишвар да би помагао у раду Константину Данилу. Учио је касније и у атељеу Константина Данила у Великом Бечкереку. Године 1849. похађао је Уметничку академију у Бечу. Његово најпознатије дело је романтичарска жанр-композиција "Берачица".
Почетком шездесетих година се настанио у Темишвару, где је стално живео и дочекао старост. Јавља се 1869. године као "сликар у граду" на списку бирача православне црквене општине у Темишвар-граду. Под старе дане је врло осиромашио и нервно оболео, па је смештен у завод за "умоболне" Леополдифелд код Будима, где је и умро. Сахрањен је 17/29. децембра 1887. године на новом будимском гробљу, отвореном на "вучјем риту".
После његове смрти продавале су се марта 1893. године у "Темишвару граду", по датом огласу, при цркви његове преостале престоне и целивајуће иконе.
Радио је много иконостаса на православним црквама, као и зидне иконе. Много је копирао и то нарочито по маниру Константина Данила. Поклонио је 1868. године читалишту у Чакову, свој рад, портрет Доситеја Обрадовића.
Насликао је тако иконе у банатским местима Мартоношу, Немету, Ботошу и Фердину (1873—1876) и другим.